# بيير بيرس
بيير بيرس (بالإنجليزية: Pierre Pierce)‏ مواليد 7 يونيو 1983 في وست مونت، هو لاعب كرة سلة أمريكي سابق بدأ مسيرته الاحترافية في سنة 2005. يبلغ طوله 6 قدم 4 بوصة (1.9 م). لعب في الدوري الفرنسي لكرة السلة الدرجة الأولى.

## فرق لعب لها
- شوليه باسكت

## روابط خارجية
- بيير بيرس على موقع الدوري الأوروبي لكرة السلة (الإنجليزية)
- بيير بيرس على موقع كرة السلة الأوروبية.كوم (الإنجليزية)
- بيير بيرس على موقع كلية كرة السلة في سبورتس رفرنس.كوم (الإنجليزية)
- بيير بيرس على موقع ريلجم (الإنجليزية)
- بيير بيرس على موقع بروبوليرز (الإنجليزية)
- بيير بيرس على موقع سبورتس رفرنس (الإنجليزية)